# Râul Șerplea
Râul Șerplea este un curs de apă, un afluent de dreapta, care se varsă în Canalul Dunăre-Marea Neagră.

## Hărți
- Harta Județului Constanța